# Bleifuss Offroad
Bleifuss Offroad (im Original Screamer 4x4) ist ein Rennspiel, das von Clevers entwickelt und am 20. Februar 2000 von Virgin Interactive für Microsoft Windows veröffentlicht wurde. Es ist der vierte und letzte Teil innerhalb der Bleifuss-Computerspielserie. Es wurde bei GOG.com digital wiederveröffentlicht.

## Fahrzeuge
- Jeep Cherokee
- Jeep CJ-7
- Jeep Wrangler
- Land Rover Defender
- Mercedes-Benz G 250 GD
- Mercedes-Benz Unimog
- Mitsubishi Pajero
- Rába H18
- Toyota Hilux
- Toyota Land Cruiser

## Rezeption
Das Spiel sei kein Highlight und habe auch kaum Berührungspunkte mit dem Rest der Serie. Bleifuss Offroad böte nette Motorgeräusche, gute Fahrzeuggrafik und Belohnungen in Form von besseren Wagen oder Ausrüstung. Die Gebirgsfahrten seien recht ähnlich gestaltet. Die Landschaftsgrafik sei schlecht. Das Fahrverhalten sei realistisch, was das Spiel simulationslastig und langatmig mache.